# Valbo
Valbo ist ein Ort (tätort) in der schwedischen Provinz Gävleborgs län und der historischen Provinz (landskap) Gästrikland. Der 7147 Einwohner (2015) zählende Ort liegt in der Gemeinde Gävle nahe dem Hauptort Gävle.
2015 wurden Bereiche im Südwesten des bisherigen Tätorts vom Statistiska centralbyrån als eigenständige Ortschaften ausgegliedert: der Tätort Överhärde südlich der dort vorbeiführenden Europastraße 16 sowie ein Småort im Bereich zweier Golfplätze zwischen den Ortsteilen Mackmyra und Mackmyra bruk.
Im Ort ist die schwedische Whisky-Destillerie Mackmyra Svensk Whisky ansässig.

## Sehenswürdigkeiten

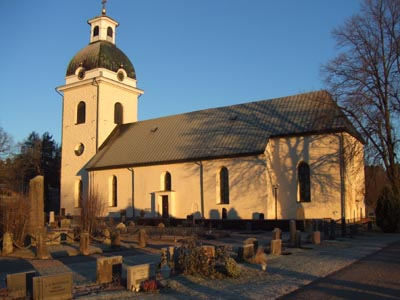
Valbo kyrka

### Valbo köpcentrum
Das Valbo köpcentrum ist eines der größten Einkaufszentren in Schweden mit mehr als 50 Geschäften.

### Valbo kyrka
Die Valbo kyrka ist die vermutlich älteste Kirche in Gästrikland. Das erste steinerne Fundament stammt aus dem 11. Jahrhundert und wurde bei der Restaurierung der Kirche zwischen 1955 und 1956 gefunden.

## Persönlichkeiten

### Söhne und Töchter der Stadt
- Nicklas Bäckström (* 1987), Eishockeyspieler
- Andreas Dackell (* 1972), Eishockeyspieler
- Joa Elfsberg (* 1979), Eishockeyspieler
- Magnus Lindqvist (* 1973), Musiker
- Johan Lindström (* 1975), Eishockeyspieler
- Christian Lundeberg, (1842–1911), schwedischer Politiker und Ministerpräsident

### In Valbo geboren
- The Svedberg, Theodor Svedberg, (1884–1971), Chemiker und Nobelpreisträger